# Quasiparaparchites
Quasiparaparchites is een geslacht van uitgestorven kreeftachtigen uit de klasse van de Ostracoda (mosselkreeftjes).

## Soorten
- Quasiparaparchites malinovkensis Grachevsky, 1958 †
- Quasiparaparchites radaevkensis Grachevsky, 1958 †